# Irondale (Alabama)
Irondale is een plaats (city) in de Amerikaanse staat Alabama, en valt bestuurlijk gezien onder Jefferson County.

## Demografie
Bij de volkstelling in 2000 werd het aantal inwoners vastgesteld op 9813.
In 2006 is het aantal inwoners door het United States Census Bureau geschat op 9510, een daling van 303 (-3,1%).

## Geografie
Volgens het United States Census Bureau beslaat de plaats een oppervlakte van
23,2 km², geheel bestaande uit land. Irondale ligt op ongeveer 177 m boven zeeniveau.

## Plaatsen in de nabije omgeving
De onderstaande figuur toont de plaatsen in een straal van 16 km rond Irondale.